# Diakon (mormonizm)

Dziewiętnastowieczna grafika przedstawiająca Jana Chrzciciela nadającego kapłaństwo Aarona Josephowi Smithowi oraz Oliverowi Cowdery’emu w maju 1829. Zgodnie z mormońską doktryną wydarzenie to było początkiem przywrócenia kapłaństwa. Urząd diakona przynależy do przywróconego właśnie w tamtym momencie kapłaństwa.

Diakon – w Kościele Jezusa Chrystusa Świętych w Dniach Ostatnich jeden z urzędów w kapłaństwie Aarona. Najniższy urząd mormońskiej hierarchii kapłańskiej. We współczesnym Kościele na diakona wyświęcony może zostać ochrzczony, konfirmowany oraz uznany za godnego jedenasto- lub dwunastoletni chłopiec. Diakonom przydziela się rozmaite zadania, w tym roznoszenie sakramentu wśród wiernych. Wyświęceni na diakonów chłopcy zasiadają w niewielkich kworach kapłańskich. Teologicznie umocowany w Naukach i Przymierzach, urząd diakona ukształtował się w początkach mormonizmu. Obecną formę i strukturę uzyskał w początkach XX wieku. Występuje również w innych denominacjach należących do ruchu świętych w dniach ostatnich.

## Diakoni w praktyce i teologii Kościoła Jezusa Chrystusa Świętych w Dniach Ostatnich
Wyświęcony na diakona może zostać ochrzczony i konfirmowany, a także uznany za godnego, chłopiec w wieku 12 lat. Niekiedy diakonat może otrzymać jedenastolatek. W takiej sytuacji wyświęcenie może się odbyć już w styczniu tego roku, w którym kandydat ukończy dwanaście lat. Ta ostatnia korekta zgodna jest z okólnikiem Pierwszego Prezydium z grudnia 2018 i jako taka weszła w życie w styczniu 2019.
Diakonom wyznacza się rozmaite zadania, między innymi roznoszenie sakramentu wśród wiernych, wspomaganie osób starszych i niepełnosprawnych, utrzymywanie porządku w budynkach kościelnych czy (w niektórych przypadkach) zbieranie ofiar postnych. Diakoni mogą być także wysłannikami przywódców kapłańskich. W zgodności z hierarchiczną naturą mormońskiego kapłaństwa każde zadanie przydzielane diakonowi może być również wykonywane przez nauczyciela czy kapłana.
Zwyczajowo diakoni posługują 2 lata, po czym, jeśli nadal uznawani są za godnych, obejmują urząd nauczyciela. Zorganizowani są w liczące maksymalnie 12 osób kwora, każde z nich posiadające własne, powoływane przez biskupa, prezydium oraz sekretarza, przynajmniej w sytuacjach, w których jest to możliwe. Członkowie prezydium oraz sekretarz muszą być wyświęconymi diakonami. Kiedy określona liczba członków danego kworum zostaje przekroczona, może ono zostać podzielone. Utworzenie nowego kworum diakonów w okręgu należy do kompetencji biskupa, który przy podejmowaniu decyzji zobowiązany jest do rozważenia ewentualnych skutków podziału na formację młodych kapłanów.
Bruce R. McConkie, członek Kworum Dwunastu Apostołów oraz specjalista w zakresie mormońskiej doktryny, zauważył, że urząd diakona, choć najniższy w porządku kapłańskim występującym w Kościele, jest niemniej świętym i wysokim urzędem w Królestwie Bożym. Obecne umiejscowienie diakonów wyjaśniał, powołując się na współczesne potrzeby duszpasterskie, jak również utrwaloną w praktyce tradycję Kościoła. Przydawał niemniej tym czynnikom o charakterze zasadniczo administracyjnym znaczącą teologiczną podbudowę. Postrzegał je bowiem jako potwierdzone pod natchnieniem Ducha Świętego przez tych, którzy dzierżą klucze kapłaństwa.
McConkie wskazał dodatkowo, iż podczas dyspensacji pokrywającej się z połową czasu, zatem w okresie zbliżonym do życia oraz ziemskiej posługi Chrystusa, na diakonów wyświęcano osoby dorosłe. Ponieważ kobiety nie posiadają kapłaństwa, w związku z czym urząd diakonisy w Kościele nie występuje, wyświęcanie diakonis w innych kościołach McConkie uznawał ze jeden z dowodów na wielkie odstępstwo.
Prawo do wyświęcania diakonów posiada każdy starszy i kapłan działający z upoważnienia i pod kierunkiem biskupa lub prezydenta gminy. Jeśli ojciec chłopca jest członkiem Kościoła, może, a generalnie powinien, wyświęcić syna. Wyświęcony w ten sposób diakon musi zostać poparty przez wiernych swojego okręgu lub gminy. Rada biskupia bądź prezydium gminy wyznacza diakonom dorosłego doradcę, który ma ich nauczać, zapewniać im szkolenie, pomagać w naśladowaniu Jezusa Chrystusa oraz przygotowywać do wyświęcenia ich w kapłaństwie Melchizedeka, czy też wreszcie przygotowywać do podjęcia służby misyjnej w przyszłości. W okręgach na takiego doradcę wyznacza się zazwyczaj drugiego doradcę w radzie biskupiej.
Urząd diakona, podobnie jak inne elementy struktury organizacyjnej Kościoła, osadzony jest w mormońskim kanonie, dokładnie w Naukach i Przymierzach. W rozdziale dwudziestym tej księgi wskazano, że diakoni mają ostrzegać, objaśniać, nawoływać i nauczać, jak również zapraszać wszystkich, aby przyszli do Chrystusa. Polecono im także wspieranie nauczycieli w wykonywaniu ich obowiązków.
Z uwagi na specyficzną, abstrakcyjną naturę mormońskiego kapłaństwa teoretycznie możliwa jest sytuacja, w której wierny zostaje wyświęcony w kapłaństwie Aarona bez jednoczesnego przydziału do któregokolwiek urzędu w tym kapłaństwie, w tym do urzędu diakona. Podobny scenariusz jednakże byłby niewyobrażalny we współczesnym Kościele i trudno wskazać na przypadki, w których wprowadzono go w życie.
Istotną częścią życia diakonów była, przynajmniej w Stanach Zjednoczonych i Kanadzie, aktywność w ruchu skautowym. Po oficjalnym zakończeniu współpracy z organizacjami skautowymi w 2019 Kościół zainicjował swój własny program dla dzieci i młodzieży, o podobnych funkcjach i celach.

## Historia, ewolucja oraz przyszłość urzędu diakona
Diakonat pojawił się już w samych początkach mormonizmu. Wprowadzony został przez Josepha Smitha przynajmniej podczas konferencji Kościoła z 9 czerwca 1830. Niektórzy diakoni mogli być wyświęceni podczas spotkania organizacyjnego Kościoła (6 kwietnia 1830), choć źródła nie przekazują jasnych informacji w tej kwestii. Zauważono, że w sensie chronologicznym poprzedza pojawienie się kapłaństwa Aarona, do którego wszakże na gruncie doktrynalnym przynależy.
Najwcześniejszy przekaz mówiący o wyświęceniu diakonów pochodzi z 25 października 1831, kiedy diakonem został między innymi niejaki Titus Billings. Pierwotnie urząd ten, wraz z innymi urzędami w kapłaństwie Aarona, przeznaczony był dla dorosłych mężczyzn (do 1846). W kolejnych dekadach miały miejsce wielorakie próby znalezienia dlań właściwego miejsca i formy w obrębie wciąż kształtującego się mormońskiego kapłaństwa. W związku z tym, że kapłaństwo Melchizedeka uprawnia jednocześnie do wykonywania wszelkich zadań przypisanych kapłaństwu Aarona, szybko rozpowszechniła się praktyka wyświęcania i ustanawiana na urzędy w kapłaństwie Aarona, w tym na urząd diakona, mężczyzn posiadających kapłaństwo Melchizedeka. Za prezydentury Brighama Younga (1847–1877) o ogromną część pracy diakona w Utah dbano w taki właśnie sposób. W tym też okresie występowali też tymczasowi diakoni, którzy mogli być też tymczasowymi nauczycielami czy kapłanami.
Okólnik Pierwszego Prezydium z 11 lipca 1877 otworzył drogę do wyświęcania na diakonów nastoletnich chłopców. Praktyka ta, choć przyjęła się relatywnie szybko, daleka była od powszechnej jeszcze w latach 90. XIX wieku. Współczesny kształt omawianego urzędu, w tym jego precyzyjny przedział wiekowy oraz jasno zdefiniowane przydzielane mu obowiązki, jest pokłosiem ruchu na rzecz reformy kapłaństwa z lat 1908–1922.
Drobnej modyfikacji co do wieku chłopców wyświęcanych na diakonów dokonano w 1954. Przewiduje się, że międzynarodowa ekspansja Kościoła, zmiany pokoleniowe oraz zmieniające się oczekiwania społeczne wymuszą w przyszłości kolejne restrukturyzacje kapłaństwa Aarona, w tym także urzędu diakona.

## W innych denominacjach ruchu świętych w dniach ostatnich
Jako integralna część historii mormonizmu urząd ten przewija się w różnych organizmach religijnych wywodzących swój rodowód od Josepha Smitha. Stanowił element hierarchii kapłańskiej w Kościele Chrystusa, krótko istniejącej wspólnocie założonej w 1848 przez Jamesa C. Brewstera oraz Hazena Aldrichta. Przynależy również do kapłaństwa Aarona w Społeczności Chrystusa, do 2001 znanej jako Zreorganizowany Kościół Jezusa Chrystusa Świętych w Dniach Ostatnich. Występował zresztą także w jednej z grup powstałych na skutek rozłamu w ostatnim z wymienionych kościołów, mianowicie we wspólnocie funkcjonującej pod nazwą Church of the Christian Brotherhood. Grupa ta założona została w kanadyjskim Toronto przez Richarda C. Evansa w 1918. Uległa formalnemu rozwiązaniu w 1966.
Pojawia się też w denominacjach o relatywnie krótkiej historii. Występuje w Przywróconej Gałęzi Jezusa Chrystusa, mormońskiej denominacji mającej swe korzenie na Wyspach Brytyjskich, a założonej w 2006 przez Matthew Philipa Gilla. Pojawił się w stworzonej w 2015 grupie znanej jako Church of Jesus Christ in Christian Fellowship. Została ona powołana do życia w Columbus w stanie Ohio. Jej przywódcą jest David Ferriman.